# عزلت (یمن)
عزلت یکی از یکاهای تقسیمات کشوری یمن است که نزدیک به دهستان میباشد چون دربردارنده چند روستا یا بازار است.
عزلت زیرمجموعه مخلاف بود.
با این حال ، سیستم مخلاف دیگر از سوی دولت استفاده نمی‌شود ، بنابراین امروزه عزلت زیر مجموعهٔ اداری یک شهرستان یا بخش است. و در فارسی میتوان آن را نزدیک به معنی دهستان دانست.

## ریشه‌شناسی
«عزلت» در زبان عربی به معنی «تنهایی» میباشد.

## بن‌مایه
- همکاری‌کنندگان ویکی‌پدیا، «'Uzlah»، ویکی‌پدیای انگلیسی، دانشنامهٔ آزاد (بازیابی ۰۹ دی ۱۳۹۹).